# Certificat d'urbanisme
Pour les articles homonymes, voir CU.
 (février 2022).
La mise en forme du texte ne suit pas les recommandations de Wikipédia : il faut le « wikifier ».
Les points d'amélioration suivants sont les cas les plus fréquents. Le détail des points à revoir est peut-être précisé sur la page de discussion.
- Les titres sont pré-formatés par le logiciel. Ils ne sont ni en capitales, ni en gras.
- Le texte ne doit pas être écrit en capitales (les noms de famille non plus), ni en gras, ni en italique, ni en « petit »…
- Le gras n'est utilisé que pour surligner le titre de l'article dans l'introduction, une seule fois.
- L'italique est rarement utilisé : mots en langue étrangère, titres d'œuvres, noms de bateaux, etc.
- Les citations ne sont pas en italique mais en corps de texte normal. Elles sont entourées par des guillemets français : « et ».
- Les listes à puces sont à éviter, des paragraphes rédigés étant largement préférés. Les tableaux sont à réserver à la présentation de données structurées (résultats, etc.).
- Les appels de note de bas de page (petits chiffres en exposant, introduits par l'outil «  Source ») sont à placer entre la fin de phrase et le point final[comme ça].
- Les liens internes (vers d'autres articles de Wikipédia) sont à choisir avec parcimonie. Créez des liens vers des articles approfondissant le sujet. Les termes génériques sans rapport avec le sujet sont à éviter, ainsi que les répétitions de liens vers un même terme.
- Les liens externes sont à placer uniquement dans une section « Liens externes », à la fin de l'article. Ces liens sont à choisir avec parcimonie suivant les règles définies. Si un lien sert de source à l'article, son insertion dans le texte est à faire par les notes de bas de page.
- La présentation des références doit suivre les conventions bibliographiques. Il est recommandé d'utiliser les modèles {{Ouvrage}}, {{Chapitre}}, {{Article}}, {{Lien web}} et/ou {{Bibliographie}}. Le mode d'édition visuel peut mettre en forme automatiquement les références.
- Insérer une infobox (cadre d'informations à droite) n'est pas obligatoire pour parachever la mise en page.

Pour une aide détaillée, merci de consulter Aide:Wikification.
Si vous pensez que ces points ont été résolus, vous pouvez retirer ce bandeau et améliorer la mise en forme d'un autre article.
En France, les certificats d’urbanisme sont des actes fournis par l’administration qui vont permettre à l’administré demandeur de se voir informé des contraintes d’urbanisme pesant sur son projet et de stabiliser pour un an et demi ou plus lesdites contraintes.  
Les certificats d’urbanisme ont une histoire marquée par de nombreuses modifications successives. En effet il est apparu très tôt que les propriétaires et les constructeurs avaient besoin de disposer d’une information fiable sur les servitudes susceptibles de limiter l’exercice du droit de construire sur un terrain. Cette nécessité a donné lieu, dès la circulaire du 13 décembre 1950, à la pratique des notes de renseignements d’urbanisme.   
Par la suite la loi (no 71-581, décret no 72-613), du 16 juillet 1971 a donné une base légale à cette information en créant un nouvel instrument : le certificat d’urbanisme (Code de l’urbanisme, article L 410-1 et suivants. Plus précisément, le législateur a mis en place à cette époque deux certificats d’urbanisme, l’un (« de type A », « d’information » ou « neutre ») prenant parti sur la constructibilité du terrain objet de la demande (le certificat étant alors « positif » ou « négatif »), l’autre (« de type B » ou « opérationnel ») se prononçant plus spécifiquement sur la faisabilité d’un projet déterminé. Ce nouvel instrument était d’autant plus intéressant qu’il permettait, à la différence de la note de renseignement (que le certificat d'urbanisme n’avait au demeurant pas fait disparaître), de stabiliser pendant un certain temps les règles de fond applicables au terrain.   
Ensuite, ces actes sont devenus de plus en plus complexes et divers, avec jusqu’à trois types de certificats. Certains de ces certificats sont devenus obligatoires, notamment pour certaines demandes de division de terrain. Ils étaient alors, en réalité, des autorisations préalables et s’éloignaient du caractère informatif que devait revêtir l'acte. La réforme du certificat d'urbanisme initiée par la loi de sécurité et renouvellement urbain du 13 décembre 2000 et les réformes de 2005-2007 vinrent simplifier le certificat d’urbanisme en supprimant les certificats d’urbanisme préalables, mais aussi en les rapprochant du régime des permis de construire.    
Actuellement, il existe deux certificats types : un certificat d’urbanisme dit « d’information », qui renseigne abstraitement sur la situation d’un terrain au regard du droit de l’urbanisme sans se prononcer sur sa constructibilité (le CU A), et un certificat d’urbanisme dit « opérationnel », qui prend position sur la faisabilité d’une opération déterminée (le CU B).

## L’objet et le contenu des certificats d’urbanisme

### Le certificat d’urbanisme informatif

#### Règles d’urbanisme
Ce certificat –également qualifié d’urbanisme « de type A », d'« ordinaire » ou encore de « neutre » - permet d’obtenir de l’administration des informations générale d'urbanisme sur la situation du terrain par rapport au PLU / PLUi applicable. Il indique au terme de l’article L. 140-1 a (et de l’article A. 410-4 du Code de l’urbanisme qui y renvoie) les dispositions d’urbanisme applicables au terrain (nature de la zone dans laquelle il se trouve, existence d’un périmètre de préemption, d’un espace boisé classé, etc.). Ces dispositions d’urbanismes applicables au terrain recouvrent l’ensemble des plans et documents qui s’appliquent sur le terrain en question, du haut en bas de la hiérarchie des normes.

#### Limitations administratives à la propriété
Le certificat d’urbanisme informatif indique également les limitations administratives au droit de propriété, autrement dit les servitudes d’utilité publique. Le principe d’indépendance des législations voit ici ses défauts limités par une information relativement complète des administrés sur l’étendue des droits applicables sur leurs fonds. En revanche, le certificat n’a pas à exposer l’existence de servitudes de droit privé qui pourraient grever le fond .

#### Taxes et participations d’urbanisme
Enfin le certificat d’urbanisme informatif indique la liste des taxes et participations d’urbanisme qui lui sont applicables. Le Conseil d’État a cependant jugé que l’omission d’une taxe légalement applicable dans un certificat d’urbanisme ne faisait pas obstacle à son exigibilité au moment du permis de construire.  De plus lorsque le projet est soumis à avis ou accord d’un service de l’État, le certificat d’urbanisme le mentionne également, de même que lorsqu’un sursis à statuer pourrait être opposé (à condition bien entendu que les conditions pour qu’il soit opposé soient d’ores et déjà réunies au moment de la délivrance du certificat).

#### Autres Informations
Depuis la loi du 24 mars 2014 dite ALUR, le certificat indique si le terrain est situé dans un site répertorié sur la carte des anciens sites industriels et activités de services publiés par l’État ou sur un ancien site industriel ou de service dont le service instructeur a connaissance (Code de l’environnement, article L 125-6, IV).   

#### Renseignements exclus
Depuis  la loi SRU, le certificat d’urbanisme informatif ne se prononce plus sur la constructibilité du terrain c'est la raison pour laquelle il est dit « neutre ».   
Enfin, depuis l’entrée en vigueur de l’ordonnance du 8 décembre 2005 le certificat d’urbanisme informatif ne renseigne plus sur la desserte du terrain par les équipements publics.

### Le certificat d’urbanisme opérationnel
Le certificat d’urbanisme opérationnel –autrement appelé certificat d’urbanisme « de type B » ou « détaillé » -donne les mêmes indications que le certificat informatif (règles d’urbanisme, limitations administratives à la propriété, ainsi que taxes et participations d’urbanisme), mais il comporte des précisions supplémentaires.  

#### Équipements publics
Tout d’abord, il renseigne sur l’état des équipements publics existants ou prévus. Surtout, il précise, en considération des indications figurant dans la demande (nature de l’opération envisagée, localisation approximative et destination des bâtiments projetés) si le terrain peut être utilisé pour la réalisation de l’opération projetée.
Il résulte de la jurisprudence que l’administration est en situation de compétence liée lorsque le projet de construction envisagé méconnaît une règle d’urbanisme à caractère impératif. C'est le cas par exemple lorsqu’il est situé en dehors des parties actuellement urbanisées de la commune au sens de l’article L. 111-1-2 du Code de l’urbanisme, sauf si le pétitionnaire peut bénéficier des exceptions à la règle de constructibilité limitée. L’autorité administrative ne peut alors légalement délivrer un certificat d’urbanisme négatif en se fondant sur la seule localisation du terrain.

#### Analyse du terrain au regard du projet joint à la demande de certificat
La rédaction actuelle du Droit y afférent fait du certificat opérationnel un document très proche d’un permis de construire. En effet, en imposant que la demande de certificat contienne de nombreuses précisions sur le projet prévu (article R 410-1 du Code de l’urbanisme), dans certains cas, le droit applicable laisse à l’autorité administrative qui fournit le certificat d’urbanisme une certaine une marge de manœuvre pour prendre position par rapport aux préconisations du Droit applicable.
Concernant l’analyse du terrain au regard du projet joint à la demande de certificat, ce dernier ne sera pas neutre. En effet le certificat d’urbanisme opérationnel sera selon le cas, positif (favorable), positif avec prescription (article R. 410-14 du Code de l’urbanisme) ou négatif (défavorable). Dans les deux derniers cas, cette décision administrative doit être motivée. 
Enfin en ce qui concerne les précisions sur la desserte du fond par les équipements publics l’autorité administrative devra effectuer un contrôle in concreto des réseaux et équipements publics de la zone dans laquelle est situé le fond sur lequel porte le certificat d’urbanisme pour déterminer s’ils sont suffisants ou non. Ainsi leur insuffisance peut être, en elle-même, un motif de délivrance d’un certificat négatif, sans qu’il soit besoin de rechercher si une règle d’urbanisme impose le refus de toute construction.

### Le certificat de projet

#### Etendue du certificat de projet
Le certificat de projet est un nouvel outil à la disposition des porteurs de projets incluant une occupation ou une utilisation du sol, créé à titre expérimental par l’ordonnance no 2014-356 du 20 mars 2014, prise en application de l’article 13 de la loi du 2 janvier 2014 habilitant le Gouvernement à simplifier et à sécuriser la vie des entreprises. Le contenu du certificat est détaillé par l’article 2 de l’ordonnance. 
Ce dispositif vise à donner une plus grande visibilité et une plus grande stabilité du droit (procédures et règles de fond) applicables à certains projets d’envergure.
Ainsi, pour un porteur de projet qui n’est pas certain du cadre juridique de son projet et de toutes les formalités administratives qu’il aura à accomplir pour pouvoir le réaliser le « certificat de projet » consiste à demander à l’administration de lui apporter toutes les informations spécifiques dont il aurait besoin — en somme  à titre expérimental. Cette réponse prend la forme d’un document appelé certificat de projet, délivré sous deux mois par le préfet de département. Cette expérimentation permet également la mise en place d’un guichet unique en faveur du porteur de projet. Il a été expérimenté dans quatre régions : Aquitaine, Bretagne, Champagne-Ardenne et Franche Comté. Sont systématiquement concernés les projets d’installations classées pour la protection de l’environnement (à l’exception des installations d’élevage en Bretagne).
Le contenu du dossier de demande, la procédure et les conditions de délivrance du certificat de projet ont été précisés par le décret no 2014-358 du 20 mars 2014. Aux termes de l’article 4 du décret, lorsqu’une demande du certificat d’urbanisme est jointe à la demande de certificat de projet, elle comporte les pièces et informations mentionnées à l’article R. 410-1 du Code de l’urbanisme. Des procédures distinctes sont prévues selon que le certificat d’urbanisme est délivré au nom de l’État ou au nom de la commune.
Le préfet dispose d’un délai de deux mois pour délivrer le certificat de projet. 

#### Portée du certificat de projet
Pour ce qui est des effets du certificat de projet, il est prévu que les mentions qui sont portées au certificat de projet et les engagements de délai qu’il comporte engagent la responsabilité de l’administration à l’égard de son titulaire. Il est par ailleurs prévu que le certificat de projet a –à l’instar du certificat d’urbanisme- un effet de « cristallisation » du droit applicable au projet pendant un délai de dix-huit mois suivant la notification du certificat. Mais cette cristallisation ne s’applique pas aux autorisations d’urbanisme sauf exceptions.
Le certificat de projet n’a donc pas vocation à remplacer, mais bien à compléter, le certificat d’urbanisme. En effet cette expérimentation figure dans le programme de simplification du 17 juillet 2013 adopté par le comité interministériel de modernisation de l’action publique (CIMAP) visant à accélérer le développement des entreprises, faciliter la vie des particuliers, mieux protéger les territoires et alléger le travail des administrations. Cette expérimentation s’inscrit également dans la feuille de route du Gouvernement pour la modernisation du droit de l’environnement conduite à l’initiative du ministre de l’écologie, du développement durable et de l’énergie, et arrêtée le 17 décembre 2013. L’objectif est de rendre le droit plus clair, plus compréhensible, plus stable, et d’assurer une plus grande sécurité juridique pour tous, sans diminuer le niveau de protection de l’environnement.
L’expérimentation doit en principe durer trois ans (des certificats de projet pourront être délivrés dans les quatre régions concernées jusqu’au 31 mars 2017). Une évaluation est prévue afin de définir avec le plus de pertinence les modalités de généralisation à envisager.

## La procédure d’obtention des certificats d’urbanisme

### Les conditions de la demande des certificats d’urbanisme
La demande d’un certificat d’urbanisme est toujours facultative. En particulier, elle n’est pas exigée préalablement au dépôt d’une demande de permis de construire. Toutefois, la pratique en est très répandue en raison de la sécurité qu’il est susceptible de donner tant à l’acquéreur qu’au vendeur et au notaire dans le cadre de transactions portant sur des terrains à bâtir. Toute personne, même si elle n’est pas propriétaire du terrain, peut solliciter la délivrance d’un certificat d’urbanisme.
La demande doit être faite sur un formulaire « cerfa » no 13410*02 normalisé et contenant l’intégralité des dispositions prévues aux articles R. et A. 410-1 et suivants du Code de l’urbanisme. Il contient les informations sur le demandeur et sur le terrain (sa localisation, sa superficie et ses références cadastrales). Les autres renseignements demandés sont bien entendu différents selon qu’il s’agit d’un certificat « informatif » ou d’un certificat « opérationnel ».
Dans le premier cas, il suffit d’ajouter un plan de situation du terrain (c'est-à-dire le terrain dans la ville, non le plan du terrain lui-même qui n’est plus demandé) avec son échelle et son orientation. Dans le second cas, les renseignements sont plus complets puisque l’article A. 410-1 alinéa 2 exige une note descriptive succincte de l’opération qui indique l’objet, la destination et la localisation approximative des bâtiments. Le plan du terrain est de plus exigé lorsqu’il existe déjà une construction dessus selon l’article R. 410-1 du Code de l’urbanisme.

### L’instruction et la délivrance des certificats d’urbanisme
Quelle que soit l’autorité compétente pour statuer, la demande de certificat d’urbanisme doit être adressée, dans un souci de simplification administrative, à la mairie de la commune dans laquelle se trouve situé le terrain (article R. 410-3 du Code de l’urbanisme). Cela fait de la mairie le « guichet unique » de toute demande et favorise l’accessibilité à ces renseignements. Les règles relatives à la compétence pour délivrer les certificats d’urbanisme sont, depuis le décret du 5 janvier 2007, totalement identiques à celles régissant la délivrance des autorisations d’occupation du sol (Code de l’urbanisme, article R. 410-11, renvoyant aux articles R. 422-1 à R. 422-4).
La décision administrative pour le certificat d’urbanisme est prise par la même autorité que celle accordant le permis par un renvoi aux article L. 410-1 à L. 422-1 du Code de l’urbanisme (et de l’article R. 410-11 aux articles R. 422-1 à R. 422-4 du même code). Le principe est donc la compétence municipale ou intercommunale lorsque la commune ou l’EPCI sont dotés d’un PLU, d’une carte communale ou ont été dotés d’un PLU ; et la compétence de l’État en l’absence de ces documents, ou lorsque, malgré la présence d’une carte communale la commune n’a pas souhaité être dotée de cette compétence ou encore dans le cadre d’une opération d’intérêt national.
Le délai d’instruction est d’un mois pour le certificat d’information (article R. 410-9) et de deux mois pour le certificat opérationnel (article R. 410-10). Ce délai court à compter de la réception de la demande en mairie. La réforme issue du décret du 5 janvier 2007 précité, a apporté une innovation. En effet, à défaut de notification d’un certificat dans ces délais, le silence de l’administration vaut délivrance d’un certificat d’urbanisme tacite (à la différence de la jurisprudence antérieure à la réforme de 2007, lequel n’est jamais qu’un certificat de type A ou d’information, même lorsque c'est un certificat de type b ou opérationnel qui est demandé (article R. 410-12 du Code de l’urbanisme).
Mais on peut s’interroger sur l’intérêt d’un acte d’information tacite. Apparemment, la naissance d’un certificat d’urbanisme tacite ne dispense pas l’administration de répondre à la demande,. Par ailleurs le certificat d’urbanisme précise les conditions dans lesquelles il devient exécutoire et le demandeur est informé de la date de sa transmission au contrôle de légalité.

## Les effets du certificat d'urbanisme

### La «cristallisation»
En application de l'article L410-1 du Code de l'urbanisme en son alinéa 3 : « Lorsqu'une demande d'autorisation ou une déclaration préalable est déposée dans le délai de dix-huit mois à compter de la délivrance d'un certificat d'urbanisme, les dispositions d'urbanisme, le régime des taxes et participations d'urbanisme ainsi que les limitations administratives au droit de propriété tels qu'ils existaient à la date du certificat ne peuvent être remis en cause à l'exception des dispositions qui ont pour objet la préservation de la sécurité ou de la salubrité publique ».
L'effet principal du certificat mis à part le caractère informatif de l'acte est la « cristallisation » des droits inscrits en son sein. Cette « cristallisation » s'avère particulièrement utile dans le cas de l'obtention d'un certificat d'urbanisme pré-opérationnel positif puisqu'il implique de facto que son titulaire pourra obtenir une autorisation de construire ou d'aménager s'il en fait la demande.  Cette cristallisation est valable pour les certificats pré-opérationnels (positif) certes, mais également pour les certificats d'urbanisme informatif comme l'a affirmé le juge dans une décision du Conseil d’État en date du 6 juin 2012 Vidal selon laquelle le certificat neutre ou informatif en ce qu'il crée des droits acquis peut faire l'objet d'un droit de recours.

### Les limitations
Si la cristallisation est par principe acquise elle peut parfaitement être écartée en raison comme le précise l'article précité : « de la préservation de la sécurité ou de la salubrité publique ». C'est alors que l'autorité compétente pour délivrer les autorisations d'urbanisme pourra les invoquer pour justifier la non application de la cristallisation, tel sera le cas par exemple du préfet établissant un plan de prévention contre les risques d'inondations qui pourra rendre une ou plusieurs parcelles inconstructibles et cela alors même que son propriétaire est titulaire d'un certificat d'urbanisme.  De plus, la cristallisation ne vaut que pour les dispositions d'urbanisme, les limitations administratives au droit de propriété et pour le régime des taxes et participations d'urbanisme. Elle n'offre aucune garantie relatives aux équipements publics existants ou prévus desservant une parcelle.
L'autorisation d'aménager ou de construire pourra donc parfaitement être refusée malgré l'existence d'un certificat et cela sur le fondement de l'article L111-4 du Code de l'urbanisme en vertu duquel : « Lorsque, compte tenu de la destination de la construction ou de l'aménagement projeté, des travaux portant sur les réseaux publics de distribution d'eau, d'assainissement ou de distribution d'électricité sont nécessaires pour assurer la desserte du projet, le permis de construire ou d'aménager ne peut être accordé si l'autorité compétente n'est pas en mesure d'indiquer dans quel délai et par quelle collectivité publique ou par quel concessionnaire de service public ces travaux doivent être exécutés ».
De même, l'absence au sein du document de dispositions d'urbanisme, de limitations administratives au droit de propriété ou encore des dispositions relatives aux taxes et participations d'urbanisme, ne signifie pas qu'elles ne trouveront pas à s'appliquer à partir du moment où elles existaient lors de l'édiction de l'acte. En effet, la cristallisation vaut pour toutes les dispositions précitées et cela même lorsqu'elles ont omis  d'être citées par l'administration.  Ce constat fut notamment réaffirmé, en l'espèce à propos du régime des taxes et participations d'urbanisme, à la suite de la réforme du certificat d'urbanisme initiée par la loi SRU du 13 décembre 2000 par le Conseil d’État  dans un arrêt de cassation en date du 22 janvier 2010 rendue en ses 8e et 3e sous-sections réunies en ces termes : « la circonstance que l'auteur du certificat d'urbanisme a omis de mentionner une participation ou une taxe légalement applicable à la date de la délivrance de ce document n'est pas de nature à créer, au profit du bénéficiaire d'un permis de construire, des droits acquis à ne pas acquitter les sommes dues à ce titre lors de la délivrance du permis ».

### Le cas spécifique du droit de préemption
Le droit de préemption est la possibilité consistant pour une personne, de pouvoir dans le cadre d'une vente d'un bien immobilier acquérir en priorité celui-ci. Il peut s'agir d'une personne privée, mais également d'une personne publique qui dispose notamment de la  capacité d'instaurer des zones frappées d'un droit de préemption urbain sur son territoire.
Ce droit de préemption doit être indiqué au sein du certificat d'urbanisme, cette obligation fut affirmée pour la première fois au sein de la partie réglementaire du Code de l'urbanisme (R410-18) via un décret de 1981. Cette obligation se trouve désormais à l'article R410-15 du Code de l'urbanisme   en ces termes : «  Le certificat d'urbanisme indique si le bien est situé ou non à l'intérieur du périmètre d'un droit de préemption définis par le code de l'urbanisme ».
Si l'administration en application de l'article précité a bien une obligation d'information des droits de préemption concernant la zone délimitée par la demande de certificat effectuée, l'absence d'un droit de préemption ne signifie pas l'illégalité de l'acte ce qui fut affirmé plusieurs fois par la jurisprudence, tel est le cas par exemple d'une décision rendue par la Cour administrative d'appel de Nancy en date du 16 novembre 2000,  ou encore d'une décision rendue par la Cour administrative d'appel de Bordeaux du 14 octobre 2008, et cela même si une réponse ministérielle du 12 septembre 2013 semble soutenir l'inverse.  En effet, le certificat d'urbanisme permet la fixation des limitations administratives à la propriété et implique donc que de nouvelles limitations de ce type ne puissent frapper le terrain, en revanche il ne permet pas la fixation des limitations à la propriété existantes au moment de l'édiction de l'acte.  Ainsi, une limite significative du certificat d'urbanisme quel qu'il soit, est que le droit de préemption ne peut être figé. Par conséquent, non seulement l'absence d'un droit de préemption dans l'acte initial n'implique pas l'illégalité de l'acte, mais que de surcroît de nouveaux droits de préemption peuvent être instaurés durant la validité dudit acte.

## La durée de validité du certificat d'urbanisme
L'ordonnance du 8 décembre 2005 est venue unifier la durée de validité, qui est désormais pour les deux types de certificats de 18 mois.  Lorsque le certificat a fait l'objet d'une annulation via une décision de justice, le délai dudit  acte ne se trouve pas pour autant suspendu ou interrompu. Il en  va de même si à l'issue du contentieux une décision de justice ultérieure vient infirmer l'annulation.
Ce dernier en application de l'article R410-17 du Code de l'urbanisme peut être renouvelé pour une durée de 12 mois à la demande du pétitionnaire. Cette requête de prorogation doit être fournie en deux exemplaires au service instructeur deux mois au moins avant la date de la fin de la première période de validité du certificat. La demande doit être accompagnée toujours selon cet article du certificat à proroger.  De plus pour être admise il faut que les dispositions d'urbanisme, les taxes et participation, ainsi que les limitations administratives au droit de propriété n'aient pas changées de manière défavorable pour le détenteur du certificat.  La prorogation pourra être expresse ou tacite selon les cas.  À l'inverse s'il y a une évolution en faveur du bénéficiaire du certificat ce dernier n'a plus intérêt à revendiquer la détention de l'acte et par exception les nouvelles règles pourront s'appliquer.

## La capacité de retrait de l'administration
Le service ayant délivré l'autorisation a également la capacité de la retirer sous conditions. La jurisprudence Ternon du Conseil d’État en date du 26 octobre 2001,  est venue limiter une telle capacité, en instaurant un délai de 4 mois à compter de la notification au demandeur de l'acte. Cette même jurisprudence précise que l'acte en cause doit être illégal.  Ce délai fut réduit à 3 mois par une loi en date du 13 juillet 2006 portant engagement national pour le logement dite ENL. Le délai courant à compter de la signature de l'acte et non à compter de sa notification à son bénéficiaire. De plus le retrait doit, en outre, être précédé de la procédure contradictoire prévue par l’article 24 de la loi du 12 avril 2000 relative à la démocratie de proximité,.
À l'inverse s'il contient seulement des dispositions illégales, elles seront tout simplement inapplicables, c'est-à-dire qu'elles ne pourront être revendiquées par son bénéficiaire et cela même si elles ont été expressément citées dans l'acte c'est ce qu'il résulte d'une décision rendue par le Conseil d’État en date du 4 novembre 1994 SCI Le Parc de Vaugien.  Enfin dans l'hypothèse d'un certificat négatif, il convient de noter que le refus par l'administration d'une autorisation d'urbanisme au titulaire de ce dernier vaudra alors retrait implicite dudit certificat.

## Les voies de recours

### Le recours du pétitionnaire
L'administration a en vertu de l'article R600-1 du Code de l'urbanisme (D no 2007-18 précité en son art 12)  a une obligation de notification de l'acte à son bénéficiaire, cette notification fait courir le point de départ du délai de recours.  Le pétitionnaire qui se voit opposer un refus, dispose d'un droit de recours de « droit commun » à l'encontre de la décision de l'autorité instructrice, c'est-à-dire un délai de deux mois à compter de la notification de l'acte contesté, et cela peu importe la demande initiale.

#### Le recours à l'encontre de l'administration
Dans ce délai le pétitionnaire peut mettre en jeu la responsabilité de l'administration lorsqu'il s'est vu opposer un refus mais également quand cette dernière lui a accordé l'acte, mais que des mentions manquantes ont fait naître un préjudice. L'absence du droit de préemption pourra ainsi même s'il n'implique pas l'illégalité du certificat comme il l'a été souligné plus haut, entraîner une sanction de l'administration qui l'a émis, ce qui fut admis dès 1971. C'est au juge qu'il reviendra de déterminer si le préjudice est effectif, et même lorsqu'il y aura préjudice ce dernier ne fera pas forcément droit à la requête.
C'est alors que la jurisprudence du Conseil d’État en date du 7 mai 1986 est venue poser les conditions permettant de mettre en jeu la responsabilité de l'Administration. Le requérant doit avoir supporté des aléas ou sujétions supérieures à ceux qui en temps normal peuvent peser sur  les vendeurs ou acquéreurs en zones urbaines.  Cela apparaît comme logique puisque la jurisprudence aussi bien au niveau national, qu'européen et internationale a constamment admis qu'il pouvait y avoir des limitations au droit de propriété sans pour autant que celles-ci  fassent l'objet d'une indemnisation.
C'est ainsi que par exemple en matière de servitudes d'urbanisme le Code de l'urbanisme pose à l'article L160-5 un principe de non indemnisation et que le juge n'écarte ce principe qu'en cas d'atteinte à des constructions déjà existantes, d'atteinte à des droits acquis ou encore en application de la jurisprudence Bitouzet lorsque le : « propriétaire supporte une charge spéciale et exorbitante, hors de proportion avec l'objectif d'intérêt général poursuivi ». L'indemnisation d'un préjudice résultant de mentions insuffisantes ou de la carence totale de certaines mentions sera donc conditionnée à l'appréciation du juge qui détient dans le domaine un rôle pivot.

#### Le recours à l'encontre du notaire
Le notaire peut voir sa responsabilité engagée lorsqu'il n'a pas pris en compte un droit de préemption existant sur le terrain d'un de ses clients et qu'il a par exemple procédé à une vente. Dans cette hypothèse le notaire n'a manqué à son devoir d'information, mais il y a également manqué à son obligation de purge du droit de préemption.  Le notaire doit en effet s'assurer avant la vente ou encore l'achat d'un bien qu'il n'existe aucun droit de préemption, si tel est le cas le droit devra être purgé si cela n'est pas effectué les effets sont considérables en ce qu'il induit la possibilité d'un recours en nullité pendant une durée de cinq à compter de l'acte de vente ou d'achat. Si la purge n'a pas lieu et qu'elle entraîne un préjudice la responsabilité du notaire pourra être engagée.
Le certificat d'urbanisme qui implique l'obligation de l'administration d'indiquer les droits de préemption existants vient former une barrière réduisant les cas dans lesquels le notaire voit sa responsabilité engagée.  Dès 1980, la Cour de cassation a souligné que le fait pour un notaire de ne pas vérifier l'étendue du droit de préemption lorsqu'il y avait un certificat d'urbanisme ne suffit pas pour engager sa responsabilité, cette solution fut d'ailleurs réaffirmé en 1985.  Néanmoins, cette protection du notaire plus accrue grâce à l'obtention d'un certificat d'urbanisme ne permet pas d'écarter dans tous les cas sa responsabilité, c'est d'ailleurs ce qu'a rapidement affirmé la Cour de cassation en ce que le notaire du fait de la présence dudit certificat ne devait pas pour autant se dispenser d'effectuer des recherches.

### Le recours du tiers
En vertu d'une décision du Conseil d’État du 30 mars 1977, Ministre de l'équipement c/Fiamma, le tiers ne peut agir qu'à la condition qu'il ait un intérêt à obtenir l'annulation de l'acte. Cette intervention de tout tiers à la condition précitée avait déjà été affirmée dans une Réponse ministérielle publiée au Journal officiel (débat Sénat 16 octobre 1974).  Le recours peut être fait à l'encontre du certificat pré-opérationnel positif et du certificat informatif comme cela fut affirmé dans la jurisprudence Vidal du 6 juin 2012 précitée.
Le certificat d'urbanisme étant une décision individuelle, elle ne fait alors l'objet d'aucune mesure de publicité. Il en résulte que le tiers n'est par hypothèse pas informé de la délivrance de l'acte, en conséquence le délai de forclusion ne peut trouver application. Le tiers a donc la possibilité d'agir à l'encontre de l'acte à partir du moment où il en acquiert connaissance, le délai ne pouvant courir avant cette prise de connaissance du fait de l'absence de publicité.